# Torino Football Club 2009-2010
Questa voce raccoglie le informazioni riguardanti il Torino Football Club nelle competizioni ufficiali della stagione 2009-2010.

## Stagione

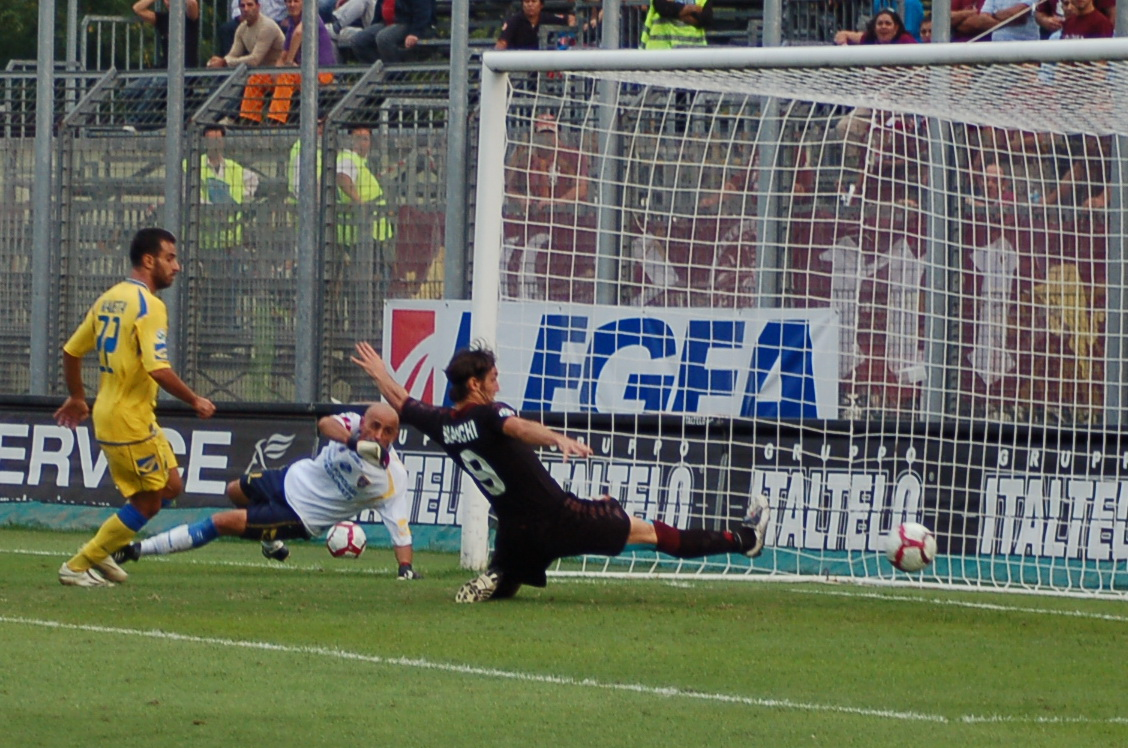
Il numero nove e neocapitano Rolando Bianchi (al centro), migliore marcatore granata della stagione, qui in gol nella trasferta di Frosinone del 26 settembre 2009.

Il Torino disputa in questa stagione il suo decimo campionato di Serie B, dopo la drammatica retrocessione dalla Serie A nel 2008-2009. Per ottenere una pronta risalita nella massima serie, come la piazza granata naturalmente si attende, il presidente Urbano Cairo si affida a un allenatore che è già riuscito a ottenere una promozione pochi anni prima con l'Atalanta: Stefano Colantuono, caldeggiato anche dal d.s. Rino Foschi. Nel corso del mercato estivo, l'organico della squadra viene nettamente modificato: Ivan Franceschini, Alberto Maria Fontana, Nicola Ventola, Marco Di Loreto, Roberto Stellone non ottengono il rinnovo del loro contratto, mentre Eugenio Corini decide di lasciare il calcio giocato. Vengono inoltre ceduti alcuni fra i giocatori più in vista, come Cesare Natali, Alessandro Rosina, Simone Barone, Blerim Džemaili, Nicola Amoruso ed Elvis Abbruscato.
La rosa riparte dai confermatissimi Matteo Sereni, Rolando Bianchi e dal rientrante David Di Michele, a cui a inizio stagione viene affidata la fascia di capitano. A questi giocatori si aggiungono acquisti importanti: Simone Loria, Davide Zoboli, Massimo Loviso, Julio Cesar Leon e Daniele Vantaggiato, elementi utili per affrontare le difficoltà della categoria. Dopo il vincente debutto stagionale in Coppa Italia contro il Figline e la precoce eliminazione contro il Livorno al terzo turno, il 23 agosto inizia il campionato. La partenza del Torino è positiva e, alla quinta giornata, la squadra comanda da sola la classifica. Sembrano i presupposti per una cavalcata trionfale, invece nelle successive quattro partite (di cui tre in casa) la squadra raccoglie solo due punti. A due vittorie consecutive, che illudono di poter interrompere la crisi, segue un altro mese senza successi, durante il quale il Torino rivela di non poter contare su ricambi all'altezza. Sono evidenti anche limiti caratteriali, che portano i giocatori a subire la pressione emotiva del pubblico nelle partite casalinghe. La sconfitta contro il Crotone per 1-2 allo stadio Olimpico, maturata grazie a due gravissime amnesie difensive, è la goccia che fa traboccare il vaso: il presidente Cairo esonera Colantuono e lo sostituisce con Mario Beretta.
L'esordio del nuovo tecnico, costretto a seguire la sua prima partita dalla tribuna per irrisolte procedure di idoneità medica, coincide con una vittoria sul Gallipoli. Ma le prestazioni della squadra, se possibile, peggiorano: nelle successive tre partite il Torino raccoglie la miseria di un punto contro la penultima in classifica. Nel frattempo i tifosi, esasperati dalle pessime prestazioni della squadra e da ricorrenti voci mediatiche su un non confermato scandalo scommesse, il 7 gennaio aggrediscono alcuni giocatori all'uscita di un ristorante. Di questi, David Di Michele, Massimo Loviso, Paolo Zanetti, Riccardo Colombo, Aimo Diana, Marco Pisano e Francesco Pratali, ritenendo che l'ambiente non sia più ideale per loro, chiedono di essere ceduti. Il 9 gennaio, l'ennesima sconfitta subita con il Cittadella fa sprofondare il Torino all'undicesimo posto in classifica, a soli cinque punti dalla zona playout: il risultato costa il posto al mister Beretta, al cui posto viene richiamato Colantuono. L'allenatore romano ritrova però una squadra molto diversa da quella che aveva iniziato il campionato. Il presidente Cairo ha infatti ingaggiato a fine dicembre il giovane direttore sportivo Gianluca Petrachi, ex giocatore che vanta anche un breve passato in granata. Rino Foschi, che inizialmente sembrava destinato a lavorare in tandem con l'ultimo arrivato, ha invece rassegnato le dimissioni pochi giorni dopo. Il nuovo d.s. si è messo subito all'opera, cedendo gli ammutinati e ingaggiando giocatori sconosciuti, in parte senza ingaggio in Serie A e in parte promesse in Lega Pro.

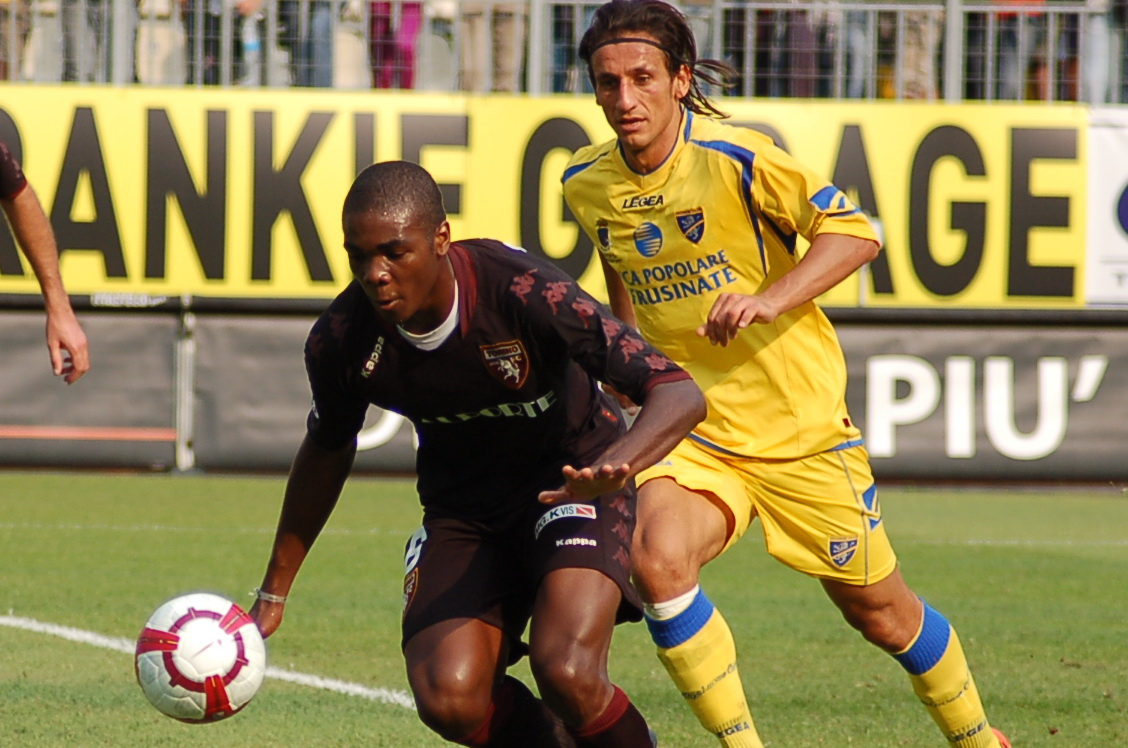
Angelo Ogbonna (in primo piano), alla sua seconda stagione effettiva in prima squadra, conquista definitivamente un posto da titolare al centro della difesa granata.

Il Torino chiuderà il mercato invernale con 12 nuovi giocatori e 9 cessioni, che diventeranno 11 nel mese di febbraio. Il 16 gennaio inizia il girone di ritorno: nonostante la curva Maratona rimanga pressoché deserta, il Torino torna alla vittoria in casa dopo quasi tre mesi, trascinato da Bianchi a cui sono stati nel frattempo affidati i gradi di capitano. La nuova squadra sembra funzionare: dal giovane Danilo D'Ambrosio al più esperto Manolo Pestrin, tutti mostrano la grinta auspicata dalla tifoseria. A seguito di una clamorosa sconfitta interna contro la Salernitana, ultima in classifica, il 26 febbraio il presidente Cairo annuncia di voler vendere il club, per il bene della società. Questa notizia sembra paradossalmente rasserenare gli animi: grazie a prestazioni convincenti e importanti vittorie fuori casa, il Torino rientra in zona playoff il 23 marzo, dopo la vittoria casalinga con l'Ascoli. Un'importante serie positiva porta la squadra, protagonista di quattro vittorie consecutive, a soli due punti dalla promozione diretta. Segue però una fase calante: la squadra raccoglie solo due pareggi nelle successive quattro partite, ricadendo al settimo posto, fuori dalla zona promozione.
Il clima nella società continua a non essere dei migliori: tramite una lettera ai tifosi, il presidente comunica la decisione di non salire a Superga il 4 maggio per partecipare alla Santa Messa in suffragio dei caduti granata, ricorrenza a cui non è mai mancato dall'inizio del suo mandato. Questa decisione viene presa per evitare ulteriori polemiche e divisioni con parte della tifoseria, che ha esplicitamente invitato Cairo a non salire al Colle, attraverso uno striscione allo stadio ed una campagna stampa ben orchestrata da un quotidiano sportivo torinese. Il finale di campionato è abbastanza positivo: sfumato l'obiettivo della promozione diretta, la squadra si qualifica per i play-off con un turno di anticipo dopo una serie di risultati utili nelle ultime giornate. Il Torino, nonostante un girone di ritorno nel quale ottiene più punti di tutti gli avversari, chiude infatti il campionato al quinto posto, guadagnandosi la semifinale dei play-off contro il Sassuolo. Il regolamento dei playoff, che a parità di differenza reti nel doppio confronto premia il meglio piazzato, condanna la squadra granata a vincere per poter salire. La semifinale contro il Sassuolo viene superata contro pronostico e grazie ai gol di Bianchi, che permettono di conquistare un sofferto pareggio interno e una decisiva vittoria esterna. Ma i sogni di Serie A si infrangono in finale contro il Brescia. L'impresa stavolta non si ripete: nonostante il sostegno di oltre 25.000 spettatori all'Olimpico, la squadra ottiene solo un pari senza reti, con un gol annullato nei minuti di recupero, a cui segue la sconfitta fatale a Brescia. Il Torino rimane dunque in Serie B.

## Divise e sponsor
Come sponsor tecnico per la stagione 2009-2010 è confermato Kappa, e anche le maglie sono le stesse della stagione precedente, a eccezione della terza, che diventa nera con inserti granata. Il primo sponsor ufficiale è Italporte, azienda di serramenti. È presente un secondo sponsor, Dahlia TV, piattaforma digitale in pay per view, presente sulle maglie in alto a destra. A inizio stagione, sono stati esposti sulla maglia anche sponsor come Il Buon Riso, Dolmar, Maniva, Škoda, Be-Total, Stylo rent a car. Il logo della squadra è in alto a sinistra, sul cuore.
| Casa | Trasferta | Terza maglia |

## Organigramma societario
Dal sito internet della società:
Area direttiva
- Presidente:
  - Urbano Cairo
- Vice Presidente:
  - Giuseppe Cairo
- Consiglieri:
  - Maria Castelli Cairo
  - Ugo Carenini
  - Giuseppe Ferrauto
  - Uberto Fornara
  - Marco Pompignoli
  - Gianni Trombetta

Area organizzativa
- Team manager[24]:
  - Giacomo Ferri (dall'11/01/2010)
- Segretario generale:
  - Massimo Ienca
- Direttore amministrativo:
  - Luca Boccone
- Staff Direzione Generale:
  - Massimo Cosentino
- Segreteria:
  - Sonia Pierro

Area comunicazione
- Area comunicazione e Brand licensing:
  - Alberto Barile
- Biglietteria e rapporti con i club:
  - Fabio Bernardi
  - Dario Mazza

Area tecnica
- Direttore sportivo[25][26]:
  - Gianluca Petrachi (dal 27/12/2009)
  - Rino Foschi (fino al 06/01/2010)
- Allenatore[27][28]:
  - Stefano Colantuono
(fino al 28/11/2009 e dal 10/01/2010)
  - Mario Beretta
(dal 29/11/2009 al 09/01/2010)
- Allenatore in seconda:
  - Gabriele Matricciani
(fino al 28/11/2009 e dal 10/01/2010)
  - Daniele Zoratto
(dal 29/11/2009 al 09/01/2010)
- Collaboratore tecnico:
  - Michele Armenise
(fino al 28/11/2009 e dal 10/01/2010)
  - Max Canzi
(dal 29/11/2009 al 09/01/2010)
- Allenatore dei portieri:
  - Mariano Coccia
(fino al 28/11/2009 e dal 10/01/2010)
  - Giorgio Rocca
(dal 29/11/2009 al 09/01/2010)
- Preparatori atletici:
  - Marco Montesanto
(fino al 28/11/2009 e dal 10/01/2010)
  - Paolo Lazzarin
(dal 29/11/2009 al 09/01/2010)
  - Marco Luison (recupero infortuni)

Area sanitaria
- Responsabile sanitario:
  - Gianluca Stesina
- Medico addetto prima squadra:
  - Stefano Suraci
- Massofisioterapisti:
  - Davide Scanavino
  - Silvio Fortunato
  - Paolo Castagno

## Rosa
| N. |                      | Ruolo | Calciatore                 |
| -- | -------------------- | ----- | -------------------------- |
| 1  | Italia (bandiera)    | P     | Matteo Sereni              |
| 2  | Italia (bandiera)    | D     | Davide Zoboli              |
| 3  | Italia (bandiera)    | D     | Matteo Rubin               |
| 4  | Italia (bandiera)    | C     | Manolo Pestrin             |
| 4  | Svizzera (bandiera)  | C     | Blerim Džemaili            |
| 5  | Ghana (bandiera)     | C     | Ahmed Barusso              |
| 5  | Italia (bandiera)    | C     | Massimo Loviso             |
| 6  | Italia (bandiera)    | D     | Angelo Ogbonna             |
| 7  | Francia (bandiera)   | C     | Gaël Genevier              |
| 7  | Italia (bandiera)    | C     | Paolo Zanetti              |
| 8  | Cile (bandiera)      | A     | Mario Salgado              |
| 8  | Italia (bandiera)    | A     | Elvis Abbruscato           |
| 8  | Italia (bandiera)    | A     | Daniele Vantaggiato        |
| 9  | Italia (bandiera)    | A     | Rolando Bianchi (capitano) |
| 10 | Italia (bandiera)    | C     | Filippo Antonelli Agomeri  |
| 10 | Italia (bandiera)    | A     | David Di Michele           |
| 11 | Honduras (bandiera)  | C     | Julio Cesar Leon           |
| 13 | Italia (bandiera)    | D     | Simone Benedetti           |
| 14 | Italia (bandiera)    | C     | Andrea Gasbarroni          |
| 15 | Italia (bandiera)    | D     | Simone Loria               |
| 16 | Italia (bandiera)    | D     | Claudio Rivalta            |
| 17 | Italia (bandiera)    | A     | Nicola Amoruso             |
| 18 | Senegal (bandiera)   | P     | Lys Gomis                  |
| 19 | Argentina (bandiera) | C     | Nicolás Gorobsov           |

| N. |                    | Ruolo | Calciatore            |
| -- | ------------------ | ----- | --------------------- |
| 20 | Italia (bandiera)  | C     | Davide Bottone        |
| 21 | Italia (bandiera)  | C     | Luca Belingheri       |
| 22 | Marocco (bandiera) | A     | Rachid Arma           |
| 22 | Francia (bandiera) | A     | Dominique Malonga     |
| 23 | Italia (bandiera)  | C     | Aimo Diana            |
| 24 | Austria (bandiera) | C     | Jürgen Säumel         |
| 25 | Italia (bandiera)  | D     | Vittorio Del Buono    |
| 26 | Italia (bandiera)  | D     | Marco Pisano          |
| 27 | Italia (bandiera)  | P     | Alex Calderoni        |
| 28 | Italia (bandiera)  | C     | Tommaso Vailatti      |
| 29 | Italia (bandiera)  | D     | Agostino Garofalo     |
| 30 | Italia (bandiera)  | C     | Manuel Coppola        |
| 31 | Italia (bandiera)  | P     | Davide Morello        |
| 32 | Italia (bandiera)  | D     | Emanuele Balzo        |
| 32 | Italia (bandiera)  | D     | Riccardo Colombo      |
| 33 | Italia (bandiera)  | A     | Gianmario Comi        |
| 35 | Italia (bandiera)  | A     | Pierpaolo Taraschi    |
| 50 | Italia (bandiera)  | D     | Francesco Pratali     |
| 64 | Italia (bandiera)  | D     | Rocco D'Aiello        |
| 77 | Italia (bandiera)  | C     | Giuseppe Statella     |
| 86 | Italia (bandiera)  | C     | Luigi Alberto Scaglia |
| 88 | Italia (bandiera)  | D     | Danilo D'Ambrosio     |
| 90 | Italia (bandiera)  | P     | Danilo Tunno          |
| 99 | Brasile (bandiera) | A     | Piá                   |

## Calciomercato

### Sessione estiva (dall'1/7 all'1/9)
| Acquisti | Acquisti            | Acquisti     | Acquisti          |
| R.       | Nome                | da           | Modalità          |
| -------- | ------------------- | ------------ | ----------------- |
| D        | Mattia De Stefano   | Foligno      | fine prestito     |
| D        | Simone Loria        | Roma         | prestito          |
| D        | Mattia Masiero      | Ancona       | fine prestito     |
| D        | Davide Zoboli       | Brescia      | prestito          |
| C        | Luca Belingheri     | Ascoli       | definitivo        |
| C        | Davide Bottone      | L.R. Vicenza | fine prestito     |
| C        | Manuel Coppola      | Parma        | prestito          |
| C        | Blerim Džemaili     | Bolton       | riscatto          |
| C        | Nicolás Gorobsov    | L.R. Vicenza | compartecipazione |
| C        | Julio Cesar Leon    | Parma        | prestito          |
| C        | Massimo Loviso      | Livorno      | definitivo        |
| A        | Nicola Amoruso      | Siena        | fine prestito     |
| A        | Rachid Arma         | SPAL         | compartecipazione |
| A        | Saša Bjelanović     | L.R. Vicenza | fine prestito     |
| A        | David Di Michele    | West Ham Utd | fine prestito     |
| A        | Marco Moro          | SPAL         | fine prestito     |
| A        | Marco Valtulina     | Pro Sesto    | definitivo        |
| A        | Daniele Vantaggiato | Parma        | prestito          |

| Cessioni | Cessioni              | Cessioni              | Cessioni          |
| R.       | Nome                  | a                     | Modalità          |
| -------- | --------------------- | --------------------- | ----------------- |
| P        | Alberto Maria Fontana |                       | fine contratto    |
| D        | Paolo Dellafiore      | Palermo               | fine prestito     |
| D        | Mattia De Stefano     | Valenzana             | prestito          |
| D        | Marco Di Loreto       |                       | fine contratto    |
| D        | Ivan Franceschini     |                       | fine contratto    |
| D        | Mattia Masiero        | Pro Patria            | definitivo        |
| D        | Cesare Natali         | Fiorentina            | definitivo        |
| C        | Ignazio Abate         | Milan                 | riscatto          |
| C        | Simone Barone         | Cagliari              | definitivo        |
| C        | Eugenio Corini        |                       | fine carriera     |
| C        | Blerim Džemaili       | Parma                 | prestito          |
| C        | Mattia Lerda          | Bellaria Igea Marina  | prestito          |
| C        | Gianluca Rolandone    | Pro Vercelli          | fine prestito     |
| C        | Alessandro Rosina     | Zenit San Pietroburgo | definitivo        |
| A        | Elvis Abbruscato      | Chievo                | prestito          |
| A        | Nicola Amoruso        | Parma                 | definitivo        |
| A        | Saša Bjelanović       | L.R. Vicenza          | definitivo        |
| A        | Denis D'Onofrio       | Legnano               | prestito          |
| A        | Dominique Malonga     | Cesena                | prestito          |
| A        | Marco Moro            | Ascoli                | definitivo        |
| A        | Roberto Stellone      |                       | fine contratto    |
| A        | Sergiu Suciu          | Legnano               | prestito          |
| A        | Marco Valtulina       | SPAL                  | compartecipazione |
| A        | Nicola Ventola        |                       | fine contratto    |

### Sessione invernale (dal 2/1 all'1/2)
| Acquisti | Acquisti                  | Acquisti    | Acquisti          |
| R.       | Nome                      | da          | Modalità          |
| -------- | ------------------------- | ----------- | ----------------- |
| P        | Davide Morello            | svincolato  | definitivo        |
| D        | Rocco D'Aiello            | Gela        | prestito          |
| D        | Danilo D'Ambrosio         | Juve Stabia | compartecipazione |
| D        | Agostino Garofalo         | Siena       | prestito          |
| C        | Filippo Antonelli Agomeri | Bari        | prestito          |
| C        | Ahmed Barusso             | Brescia     | prestito          |
| C        | Gaël Genevier             | Siena       | prestito          |
| C        | Manolo Pestrin            | Salernitana | prestito          |
| C        | Luigi Scaglia             | Brescia     | prestito          |
| C        | Giuseppe Statella         | Bari        | prestito          |
| A        | Piá                       | Napoli      | prestito          |
| A        | Mario Salgado             | Foggia      | compartecipazione |
| A        | Sergiu Suciu              | Legnano     | fine prestito     |

| Cessioni | Cessioni            | Cessioni  | Cessioni      |
| R.       | Nome                | a         | Modalità      |
| -------- | ------------------- | --------- | ------------- |
| P        | Alex Calderoni      | Triestina | definitivo    |
| D        | Riccardo Colombo    | Triestina | prestito      |
| D        | Marco Pisano        | Bari      | prestito      |
| D        | Francesco Pratali   | Siena     | prestito      |
| C        | Massimo Loviso      | Lecce     | prestito      |
| C        | Jürgen Säumel       | Brescia   | prestito      |
| C        | Paolo Zanetti       | Atalanta  | prestito      |
| A        | David Di Michele    | Lecce     | prestito      |
| A        | Daniele Vantaggiato | Parma     | fine prestito |

### Trasferimenti dopo la sessione invernale
| Cessioni | Cessioni       | Cessioni   | Cessioni |
| R.       | Nome           | a          | Modalità |
| -------- | -------------- | ---------- | -------- |
| C        | Davide Bottone | CFR Cluj   | prestito |
| C        | Aimo Diana     | Bellinzona | prestito |

## Risultati

### Serie B

#### Girone di andata
| Arbitro: | Bergonzi (Genova) |

|  |           |                                    |
|  | Marcatori | 42’ Di Michele 62’, 73’ R. Bianchi |

| Arbitro: | Morganti (Ascoli Piceno) |

|                                           |           |  |
| Di Michele 60’ Pratali 71’ R. Bianchi 86’ | Marcatori |  |

| Arbitro: | Rocchi (Firenze) |

|            |           |  |
| Flachi 26’ | Marcatori |  |

| Arbitro: | Velotto (Grosseto) |

|                            |           |            |
| Pratali 38’ R. Bianchi 51’ | Marcatori | 14’ Grossi |

| Arbitro: | Mazzoleni (Bergamo) |

|  |           |                                         |
|  | Marcatori | 15’ Diana 64’ Di Michele 81’ R. Bianchi |

| Arbitro: | Damato (Barletta) |

|  |           |              |
|  | Marcatori | 42’ Di Nardo |

| Arbitro: | Giannoccaro (Lecce) |

|                             |           |                         |
| Troianiello 47’ Aurelio 80’ | Marcatori | 25’ Leon 73’ R. Bianchi |

| Arbitro: | Calvarese (Teramo) |

|                  |           |                   |
| R. Bianchi 90+4’ | Marcatori | 89’ Schiattarella |

| Arbitro: | Pierpaoli (Firenze) |

|  |           |               |
|  | Marcatori | 88’ Tamburini |

| Arbitro: | Romeo (Verona) |

|                     |           |                               |
| Bernacci 65’ (rig.) | Marcatori | 41’ Belingheri 77’ R. Bianchi |

| Arbitro: | N. Stefanini (Prato) |

|                               |           |  |
| Belingheri 45’ R. Bianchi 67’ | Marcatori |  |

| Arbitro: | Ciampi (Roma) |

|                        |           |  |
| Testini 7’ Sedivec 82’ | Marcatori |  |

| Arbitro: | Rizzoli (Bologna) |

|                            |           |                             |
| R. Bianchi 65’ (rig.), 90’ | Marcatori | 38’ Corvia 90+3’ Giacomazzi |

| Piacenza 15 novembre 2009, ore 15:00 UTC+1 14ª giornata | Piacenza       | 0 – 0 referto | Torino | Stadio Leonardo Garilli (4.754 spett.)\| Arbitro: \| Orsato (Schio) \| |
| Arbitro:                                                | Orsato (Schio) |               |        |                                                                        |

| Arbitro: | Rocchi (Firenze) |

|             |           |          |
| Malonga 77’ | Marcatori | 71’ Leon |

| Arbitro: | Tommasi (Bassano del Grappa) |

|                |           |                             |
| R. Bianchi 28’ | Marcatori | 22’ Petrilli 26’ Bonvissuto |

| Arbitro: | Baracani (Firenze) |

|  |           |                |
|  | Marcatori | 65’ Di Michele |

| Arbitro: | Trefoloni (Siena) |

|  |           |             |
|  | Marcatori | 77’ Noselli |

| Arbitro: | Brighi (Cesena) |

|             |           |  |
| Sgrigna 79’ | Marcatori |  |

| Arbitro: | Morganti (Ascoli Piceno) |

|           |           |              |
| Loria 36’ | Marcatori | 90+2’ Carrus |

| Arbitro: | Banti (Livorno) |

|                             |           |  |
| Ardemagni 19’ Pettinari 32’ | Marcatori |  |

#### Girone di ritorno
| Arbitro: | Giannoccaro (Lecce) |

|                                                |           |               |
| R. Bianchi 29’ Leon 45’ Piá 60’ Gasbarroni 75’ | Marcatori | 24’ Pichlmann |

| Empoli 22 gennaio 2010, ore 20:45 UTC+1 23ª giornata | Empoli            | 0 – 0 referto | Torino | Stadio Carlo Castellani (3.880 spett.)\| Arbitro: \| Rizzoli (Bologna) \| |
| Arbitro:                                             | Rizzoli (Bologna) |               |        |                                                                           |

| Arbitro: | Russo (Nola) |

|                |           |                   |
| R. Bianchi 46’ | Marcatori | 20’ A. Caracciolo |

| Arbitro: | Baracani (Firenze) |

|  |           |                |
|  | Marcatori | 36’ (rig.) Piá |

| Arbitro: | N. Stefanini (Prato) |

|                                  |           |                              |
| Barusso 8’ R. Bianchi 80’ (rig.) | Marcatori | 9’, 59’ Dionisi 40’ Kyriazis |

| Arbitro: | Giannoccaro (Lecce) |

|  |           |                |
|  | Marcatori | 58’ R. Bianchi |

| Arbitro: | Tommasi (Bassano del Grappa) |

|                                   |           |               |
| R. Bianchi 42’ (rig.), 75’, 90+5’ | Marcatori | 56’ Santoruvo |

| Arbitro: | Mazzoleni (Bergamo) |

|                          |           |                |
| Surraco 29’ Colacone 67’ | Marcatori | 73’ R. Bianchi |

| Arbitro: | Velotto (Grosseto) |

|  |           |                           |
|  | Marcatori | 3’ Barusso 74’ D'Ambrosio |

| Arbitro: | Peruzzo (Schio) |

|              |           |  |
| Genevier 84’ | Marcatori |  |

| Arbitro: | Romeo (Verona) |

|            |           |                             |
| Valdez 25’ | Marcatori | 69’ R. Bianchi 81’ Garofalo |

| Arbitro: | Pinzani (Empoli) |

|             |           |  |
| Loria 90+3’ | Marcatori |  |

| Arbitro: | Morganti (Ascoli Piceno) |

|                                  |           |                         |
| Di Michele 11’ Corvia 37’ (rig.) | Marcatori | 45+2’ (rig.) R. Bianchi |

| Arbitro: | Tommasi (Bassano del Grappa) |

|                |           |                 |
| R. Bianchi 24’ | Marcatori | 90’ Moscardelli |

| Arbitro: | Valeri (Roma) |

|             |           |                |
| Ogbonna 47’ | Marcatori | 76’ Ceccarelli |

| Arbitro: | Baracani (Firenze) |

|                |           |  |
| Gabionetta 11’ | Marcatori |  |

| Arbitro: | Peruzzo (Schio) |

|                       |           |  |
| Salgado 15’ Rubin 24’ | Marcatori |  |

| Arbitro: | C. Russo (Nola) |

|                             |           |                                                    |
| Quadrini 67’ Zampagna 90+4’ | Marcatori | 3’ (rig.) R. Bianchi 50’ L. Scaglia 79’ Gasbarroni |

| Arbitro: | Damato (Barletta) |

|         |           |  |
| Piá 14’ | Marcatori |  |

| Mantova 23 maggio 2010, ore 15:00 UTC+2 41ª giornata | Mantova                  | 0 – 0 referto | Torino | Stadio Danilo Martelli (7.500 spett.)\| Arbitro: \| Morganti (Ascoli Piceno) \| |
| Arbitro:                                             | Morganti (Ascoli Piceno) |               |        |                                                                                 |

| Arbitro: | Romeo (Verona) |

|                |           |  |
| Belingheri 14’ | Marcatori |  |

#### Play-off

##### Semifinali
| Arbitro: | Bergonzi (Genova) |

|                |           |                |
| R. Bianchi 73’ | Marcatori | 30’ Martinetti |

| Arbitro: | Orsato (Schio) |

|                |           |                              |
| Martinetti 24’ | Marcatori | 3’ L. Scaglia 51’ R. Bianchi |

##### Finale
| Torino 9 giugno 2010, ore 20:45 UTC+2 Gara di andata | Torino            | 0 – 0 referto | Brescia | Stadio Olimpico (25.346 spett.)\| Arbitro: \| Damato (Barletta) \| |
| Arbitro:                                             | Damato (Barletta) |               |         |                                                                    |

| Arbitro: | Rizzoli (Bologna) |

|                                         |           |          |
| Possanzini 34’ A. Caracciolo 67’ (rig.) | Marcatori | 86’ Arma |

### Coppa Italia

#### Secondo turno
| Arbitro: | Bergonzi (Genova) |

|                |           |  |
| R. Bianchi 68’ | Marcatori |  |

#### Terzo turno
| Arbitro: | Orsato (Schio) |

|                          |           |  |
| Raimondi 73’ Dionisi 80’ | Marcatori |  |

## Statistiche

### Statistiche di squadra
| Competizione | Punti | In casa | In casa | In casa | In casa | In casa | In casa | In trasferta | In trasferta | In trasferta | In trasferta | In trasferta | In trasferta | Totale | Totale | Totale | Totale | Totale | Totale | DR  |
| Competizione | Punti | G       | V       | N       | P       | Gf      | Gs      | G            | V            | N            | P            | Gf           | Gs           | G      | V      | N      | P      | Gf     | Gs     | DR  |
| ------------ | ----- | ------- | ------- | ------- | ------- | ------- | ------- | ------------ | ------------ | ------------ | ------------ | ------------ | ------------ | ------ | ------ | ------ | ------ | ------ | ------ | --- |
| Serie B      | 68    | 21      | 10      | 6       | 5       | 30      | 18      | 21           | 9            | 5            | 7            | 23           | 18           | 42     | 19     | 11     | 12     | 53     | 36     | +17 |
| Play-off     | -     | 2       | 0       | 2       | 0       | 1       | 1       | 2            | 1            | 0            | 1            | 3            | 3            | 4      | 1      | 2      | 1      | 4      | 4      | 0   |
| Coppa Italia | -     | 1       | 1       | 0       | 0       | 1       | 0       | 1            | 0            | 0            | 1            | 0            | 2            | 2      | 1      | 0      | 1      | 1      | 2      | -1  |
| Totale       | -     | 24      | 11      | 8       | 5       | 32      | 19      | 24           | 10           | 5            | 9            | 26           | 23           | 48     | 21     | 13     | 14     | 58     | 42     | +16 |

### Statistiche dei giocatori
| Giocatore      | Serie B  | Serie B | Serie B     | Serie B    | Coppa Italia | Coppa Italia | Coppa Italia | Coppa Italia | Totale   | Totale | Totale      | Totale     |
| Giocatore      | Presenze | Reti    | Ammonizioni | Espulsioni | Presenze     | Reti         | Ammonizioni  | Espulsioni   | Presenze | Reti   | Ammonizioni | Espulsioni |
| -------------- | -------- | ------- | ----------- | ---------- | ------------ | ------------ | ------------ | ------------ | -------- | ------ | ----------- | ---------- |
| E. Abbruscato  | 1        | 0       | 0           | 0          | 2            | 0            | 0            | 0            | 3        | 0      | 0           | 0          |
| N. Amoruso     | 0        | 0       | 0           | 0          | 1            | 0            | 0            | 0            | 1        | 0      | 0           | 0          |
| F. Antonelli   | 10+2     | 0       | 0           | 0          | 0            | 0            | 0            | 0            | 12       | 0      | 0           | 0          |
| R. Arma        | 10+2     | 0+1     | 0           | 0          | 0            | 0            | 0            | 0            | 12       | 1      | 0           | 0          |
| A. Barusso     | 15+3     | 2       | 3+1         | 1+1        | 0            | 0            | 0            | 0            | 18       | 2      | 4           | 2          |
| L. Belingheri  | 18+1     | 3       | 1           | 1          | 1            | 0            | 0            | 0            | 20       | 3      | 1           | 1          |
| S. Benedetti   | 1        | 0       | 0           | 0          | 0            | 0            | 0            | 0            | 1        | 0      | 0           | 0          |
| R. Bianchi     | 39+4     | 24 + 2  | 8+1         | 0          | 2            | 1            | 0            | 0            | 45       | 25     | 9           | 0          |
| D. Bottone     | 10       | 0       | 1           | 0          | 1            | 0            | 0            | 0            | 11       | 0      | 1           | 0          |
| A. Calderoni   | 3        | -4      | 0           | 0          | 0            | 0            | 0            | 0            | 3        | -4     | 0           | 0          |
| R. Colombo     | 10       | 0       | 5           | 0          | 1            | 0            | 0            | 0            | 11       | 0      | 5           | 0          |
| M. Coppola     | 17       | 0       | 2           | 0          | 0            | 0            | 0            | 0            | 17       | 0      | 2           | 0          |
| R. D'Aiello    | 3+3      | 0       | 0+2         | 0          | 0            | 0            | 0            | 0            | 6        | 0      | 2           | 0          |
| D. D'Ambrosio  | 19+3     | 1       | 4+1         | 0+1        | 0            | 0            | 0            | 0            | 22       | 1      | 5           | 1          |
| A. Diana       | 15       | 1       | 1           | 0          | 1            | 0            | 0            | 0            | 16       | 1      | 1           | 0          |
| D. Di Michele  | 18       | 4       | 1           | 1          | 1            | 0            | 0            | 0            | 19       | 4      | 1           | 1          |
| B. Dzemaili    | 0        | 0       | 0           | 0          | 2            | 0            | 1            | 0            | 2        | 0      | 1           | 0          |
| A. Garofalo    | 9+2      | 1       | 2+1         | 0          | 0            | 0            | 0            | 0            | 11       | 1      | 3           | 0          |
| A. Gasbarroni  | 35+4     | 2       | 7+1         | 0          | 2            | 0            | 1            | 0            | 41       | 2      | 9           | 0          |
| G. Genevier    | 17+4     | 1       | 2+1         | 0          | 0            | 0            | 0            | 0            | 21       | 1      | 3           | 0          |
| N. Gorobsov    | 14       | 0       | 3           | 1          | 1            | 0            | 0            | 0            | 15       | 0      | 3           | 1          |
| J. Leon        | 21       | 3       | 5           | 2          | 0            | 0            | 0            | 0            | 21       | 3      | 5           | 2          |
| S. Loria       | 28+4     | 2       | 8+2         | 2          | 2            | 0            | 2            | 0            | 34       | 2      | 12          | 2          |
| M. Loviso      | 17       | 0       | 2           | 0          | 2            | 0            | 0            | 0            | 19       | 0      | 2           | 0          |
| D. Morello     | 6+4      | -3 + -4 | 0+1         | 0          | 0            | 0            | 0            | 0            | 10       | -3     | 1           | 0          |
| A. Ogbonna     | 28+3     | 1       | 4           | 0          | 1            | 0            | 0            | 0            | 32       | 1      | 4           | 0          |
| M. Pestrin     | 15+3     | 0       | 8+1         | 2          | 0            | 0            | 0            | 0            | 18       | 0      | 9           | 2          |
| Piá            | 17       | 3       | 1           | 0          | 0            | 0            | 0            | 0            | 17       | 3      | 1           | 0          |
| M. Pisano      | 4        | 0       | 0           | 0          | 2            | 0            | 0            | 0            | 6        | 0      | 0           | 0          |
| F. Pratali     | 11       | 2       | 4           | 0          | 2            | 0            | 1            | 0            | 13       | 2      | 5           | 0          |
| C. Rivalta     | 26       | 0       | 6           | 2          | 1            | 0            | 0            | 0            | 27       | 0      | 6           | 2          |
| M. Rubin       | 34+4     | 1       | 7+1         | 0          | 0            | 0            | 0            | 0            | 38       | 1      | 8           | 0          |
| M. Salgado     | 6+3      | 1       | 1           | 0          | 0            | 0            | 0            | 0            | 9        | 1      | 1           | 0          |
| J. Saumel      | 11       | 0       | 1           | 0          | 0            | 0            | 0            | 0            | 11       | 0      | 1           | 0          |
| L. A. Scaglia  | 11+4     | 1+1     | 0           | 0          | 0            | 0            | 0            | 0            | 15       | 2      | 0           | 0          |
| M. Sereni      | 35       | -29     | 2           | 0          | 2            | -2           | 0            | 0            | 37       | -31    | 2           | 0          |
| G. Statella    | 4+3      | 0       | 1           | 0          | 0            | 0            | 0            | 0            | 7        | 0      | 1           | 0          |
| T. Vailatti    | 2        | 0       | 0           | 0          | 0            | 0            | 0            | 0            | 2        | 0      | 0           | 0          |
| D. Vantaggiato | 11       | 0       | 1           | 0          | 0            | 0            | 0            | 0            | 11       | 0      | 1           | 0          |
| P. Zanetti     | 14       | 0       | 3           | 0          | 1            | 0            | 0            | 0            | 15       | 0      | 3           | 0          |
| D. Zoboli      | 20       | 0       | 8           | 1          | 0            | 0            | 0            | 0            | 20       | 0      | 8           | 1          |

## Giovanili

### Organigramma societario
Dal sito internet della società:
Area direttiva
- Responsabile Tecnico Settore Giovanile: Antonio Comi
- Responsabile Tecnico Scuola Calcio: Silvano Benedetti
- Segreteria Settore Giovanile: Massimiliano Mazzetta

Area tecnica - Primavera
- Allenatore: Antonino Asta
- Allenatore in seconda: Ivano Serena
- Allenatore dei portieri: Paolo Di Sarno
- Preparatore atletico: Paolo Solustri
- Dirigenti: Luciano Franciscono, Bruno Crovella

Area tecnica - Allievi Nazionali
- Allenatore: Giovanni Zichella
- Allenatore dei portieri: Giovanni Tunno
- Preparatore atletico: Maurizio Pasqualini
- Dirigenti: Ennio Nisoli, Lorenzo Pandi, Salvatore Di Niquili

Area tecnica - Allievi Provinciali
- Allenatore: Moreno Longo
- Allenatore dei portieri: Giovanni Tunno
- Preparatore atletico: Lorenzo Gobetti
- Dirigenti: Luigi Sacco, Agnello Russo, Giulio Ferrero

Area tecnica - Giovanissimi Nazionali
- Allenatore: Roberto Fogli
- Allenatore dei portieri: Luca Squinzani
- Preparatore atletico: Massimo Garella
- Dirigenti: Angelo Andriulli, Gianpiero Magnetti, Umberto Francou

Area tecnica - Giovanissimi Fascia B
- Allenatore: Andrea Menghini
- Allenatore dei portieri: Luca Squinzani
- Preparatore atletico: Lorenzo Gobetti
- Dirigenti: Stellio Guerra, Giovanni Franco

Area tecnica - Esordienti 1997
- Allenatore: Teodoro Coppola
- Collaboratore tecnico: Umberto Esposito
- Allenatore dei portieri: Marco Pasin
- Dirigenti: Renato Mazzetta, Riccardo Vigna

Area tecnica - Esordienti 1998
- Allenatore: Alessandro Spugna
- Allenatore dei portieri: Riccardo Iaci
- Preparatore coordinativo: Fabrizio Garbolino
- Dirigenti: Antonio Agatiello, Alberto Fachino, Remo Conterno

Area tecnica - Pulcini 1999
- Allenatore: Ermanno De Maria, Massimiliano Capriolo
- Allenatore dei portieri: Stefano Baroncini
- Dirigenti: Guido Viretto, Matteo Fontana, Walter Rosso, Paolo Mollar

Area tecnica - Pulcini 2000
- Allenatore: Marco Bertoglio, Mauro Vela
- Preparatore coordinativo: Paolo Nava
- Dirigenti: Ezio Vela, Filippo Muscolo, Valentino De Corte

Area tecnica - Pulcini 2001
- Allenatore: Francesco Di Nuovo, Roberto Boccardo
- Preparatore coordinativo: Paolo Nava
- Dirigenti: Gianni Cantalupo, Vito Lanzoni, Ugo Bertucci, Michele Monetta

### Piazzamenti
- Primavera:
  - Campionato Primavera: 9º posto nel girone A.
  - Coppa Italia: eliminato agli ottavi di finale.
  - Torneo di Viareggio: eliminato ai quarti di finale.
- Allievi nazionali:
  - Campionato: eliminato agli ottavi di finale.
  - Trofeo di Arco "Beppe Viola": 4º posto nel girone di qualificazione D.
- Allievi provinciali:
  - Campionato:
- Giovanissimi nazionali:
  - Campionato: eliminato agli ottavi di finale.
- Giovanissimi fascia B:
  - Campionato invernale:
  - Campionato primaverile:
- Esordienti 1997:
- Esordienti 1998:
- Pulcini 1999:
- Pulcini 2000:
- Pulcini 2001: